# Altes Rathaus (Kaub)

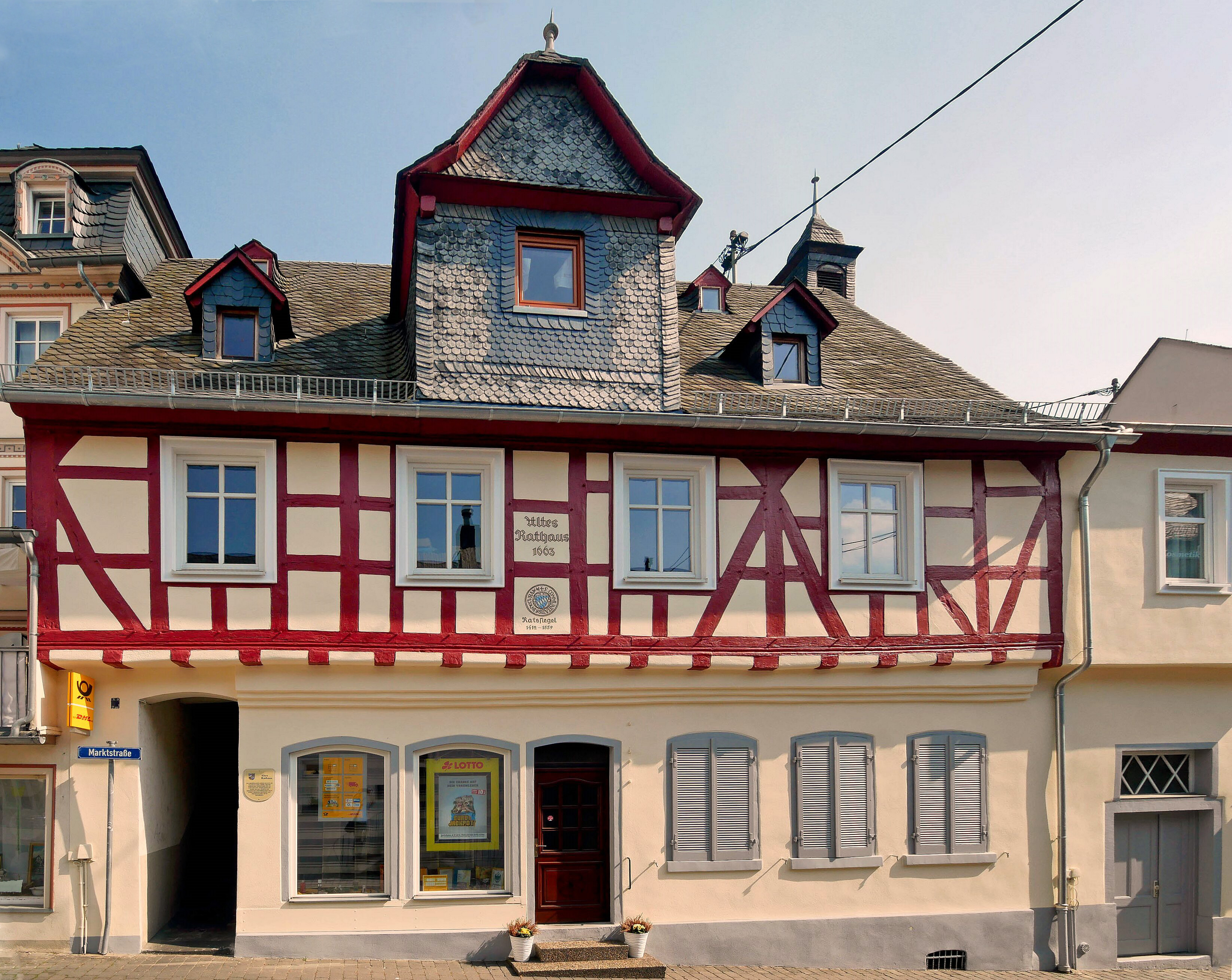
Altes Rathaus Kaub

Das Alte Rathaus ist ein denkmalgeschütztes Kulturdenkmal in der Stadt Kaub am Rhein im Rhein-Lahn-Kreis in Rheinland-Pfalz.

## Geschichte und Baubeschreibung
Der ursprüngliche Bau des Alten Rathauses wurde im Dreißigjährigen Krieg durch einen Brand zerstört. Der 1511 erbaute polygonale Treppenturm mit barocker Haubenlaterne blieb erhalten. Zwischen 1655 und 1664 wurde das Rathaus am Standort des Vorgängerbaus mit einem Fachwerkobergeschoss wiedererrichtet.
Der Gebäudekomplex befindet sich unmittelbar vor der romanischen Stadtmauer. Der Anbau vor dem Treppenturm wurde 1869 errichtet.
Über die Nutzung des Rathauses im ausgehenden 18. Jahrhundert verfasste der Stadtschreiber Jacob Beysiegel 1795 eine Gemeinde- und Schatzrechnung. Demnach befand sich im gemauerten Erdgeschoss die Wohnung eines Ratsdieners. Sie war mit einem Ofen und einer Mehlwaage mitsamt den dazugehörigen Brettern, Seilen und verschiedenen steinernen und bleiernen Gewichten ausgestattet.
Das erste Obergeschoss besaß zwei Zimmer für den Stadtrat. In einem Tannenholzschrank des einen Zimmers wurden Verwaltungsunterlagen sowie das Ellenmaß und das Gewicht aufbewahrt. Diese beiden Gegenstände waren besonders wichtig in einer Zeit, in der es noch keine Einheitlichkeit in Gewichten und Maßen gab. Sie stellten die für Kaub gültigen Richtwerte dar. In dem anderen Zimmer standen ein runder Ofen und ein kleiner Schrank für den Stadtschreiber.
Auch Gegenstände zur Brandbekämpfung wurden im Rathaus gelagert, da von hier aus die Brandbekämpfung in Kaub organisiert wurde. Laut einer Rathausbeschreibung von 1815 wurde zu dieser Zeit das Erdgeschoss als Feuerspritzenhaus genutzt.
Das obere Stockwerk des Gebäudes diente während der Befreiungskriege als Seuchenlazarett für am Nervenfieber erkrankte Soldaten. Ein Zimmer mit zwei Fenstern wurde zwischen 1825 und 1826 sowie zwischen 1863 und 1868 zeitweise als Schulraum genutzt.
Der sehr kleine fensterlose Dachboden, der nur über eine hölzerne Bodenklappe zugänglich war, soll bei Bedarf als Haftzelle gedient haben.
Im Speichergeschoss waren Wohnräume für die Hebamme, den Stadtknecht und den Kuhhirten eingerichtet.
Nachdem nach Fertigstellung des neuen Schulgebäudes in dessen Südflügel auch die Rathausräume untergebracht waren, wurde das alte Rathaus an einen Privatmann verkauft.

## Denkmalschutz
Das Alte Rathaus in Kaub ist in der Liste der Kulturdenkmäler in Kaub verzeichnet. Es ist ein gesetzlich geschütztes Kulturdenkmal gem. § 8 DSchG Rheinland-Pfalz.